# Christian Saehrendt
Christian Saehrendt (*  1968 in Kassel) ist ein deutscher Kunsthistoriker und Publizist.

## Leben
Christian Saehrendt studierte Freie Kunst an der Hochschule für bildende Künste Hamburg, anschließend Neueste Geschichte und Europäische Kunstgeschichte an der Humboldt-Universität zu Berlin und der Ruprecht-Karls-Universität Heidelberg. 2002 wurde er dort mit einer Arbeit über den Expressionisten Ernst Ludwig Kirchner promoviert. Er lebt heute in Thun. Gemeinsam mit Steen T. Kittl schrieb er sieben populärwissenschaftliche Monografien. Mit ihren Arbeiten prägten die beiden Autoren die Redensart „Ist das Kunst oder kann das weg?“ Aktuell betreiben sie den Kunst Blog „kingkunst.de“. Saehrendt publiziert neben populärwissenschaftlicher Literatur kunstwissenschaftliche Studien und Essays.

## Werke

### Populärwissenschaftliche Monographien
- Schneewittchen und der kopflose Kurator. Der Reiseführer für documenta-Besucher, Romantiker und Horrorfans. DuMont, Köln 2017, ISBN 978-3-8321-6308-2.
- mit Steen T. Kittl: Ist das Kunst oder kann das weg? Vom wahren Wert der Kunst. DuMont, Köln 2016, ISBN 978-3-8321-9772-8.
- Gefühlige Zeiten. Die zwanghafte Sehnsucht nach dem Echten. DuMont, Köln 2015, ISBN 978-3-8321-9790-2. [4]
- mit Steen T. Kittl: Du hast die Haare schön. Frisch frisierte Weisheiten für Sie und Ihn. DuMont, Köln 2014, ISBN 978-3-8321-9706-3.
- Kassel. Ist das Kunst – oder kann das weg? Documenta-Geschichten, Märchen und Mythen. DuMont, Köln 2012, ISBN 978-3-8321-9344-7.[5]
- Blamage! Geschichte der Peinlichkeit. Bloomsbury, Berlin 2012, ISBN 978-3-8270-1064-3. }[6]
- mit Steen T. Kittl: Alles Bluff!: Wie wir zu Hochstaplern werden, ohne es zu wollen. Oder vielleicht doch? Heyne, München 2011, ISBN 978-3-453-17813-7 (auch auf Koreanisch erschienen).[7]
- mit Steen T. Kittl: Geier am Grabe van Goghs. Und andere hässliche Geschichten aus der Welt der schönen Künste. DuMont, Köln 2010, ISBN 978-3-8321-9093-4.
- mit Steen T. Kittl: Was will Kunst? Campus, Frankfurt 2009, ISBN 978-3-593-38646-1 (Auch in Südkorea, der VR China und in Taiwan erschienen).
- mit Steen T. Kittl: Das sagt mir was: Sprachführer Kunst: Sprachführer Deutsch – Kunst / Kunst – Deutsch. DuMont, Köln 2008, ISBN 978-3-8321-9094-1.[8]
- mit Steen T. Kittl: Das kann ich auch!: Gebrauchsanweisung für Moderne Kunst. DuMont, Köln 2007, ISBN 978-3-8321-7759-1 (Sachbuchbestseller 2007. Auch auf Türkisch, Koreanisch, Chinesisch (Taiwan und Volksrepublik) und auf Spanisch (Spanien) erschienen, aktualisierte deutsche Auflagen 2009 und 2013 (Taschenbuch)).

### Wissenschaftliche Monografien
- Kunst im Kreuzfeuer. documenta, Weimarer Republik, Pariser Salons: Moderne Kunst im Visier von Extremisten und Populisten. Steiner Franz Verlag, Stuttgart 2020, ISBN 978-3-515-12753-0, S. 240.[9]
- Kunst im Kampf für das Sozialistische Weltsystem. Auswärtige Kulturpolitik der DDR in Afrika und Nahost. Steiner Franz Verlag, Stuttgart 2017, ISBN 978-3-515-11722-7, S. 164.[10]
- Kunst als Botschafter einer künstlichen Nation: Studien zur Rolle der bildenden Kunst in der Auswärtigen Kulturpolitik der DDR. Steiner Franz Verlag, Stuttgart 2009, ISBN 978-3-515-09227-2, S. 197 (In der Reihe Pallas Athene. Beiträge zur Universitäts- und Wissenschaftsgeschichte, herausgegeben von Rüdiger vom Bruch und Eckart Henning, Bd. 27). [11]
- Der Stellungskrieg der Denkmäler. Kriegerdenkmäler im Berlin der Zwischenkriegszeit (1919-1939). Dietz, Bonn 2004, ISBN 978-3-8012-4150-6, S. 205 (Hrsg. Michael Schneider und Dieter Dowe, in der Reihe Politik- und Gesellschaftsgeschichte der Friedrich-Ebert-Stiftung).
- „Die Brücke“ zwischen Staatskunst und Verfemung: Expressionistische Kunst als Politikum in der Weimarer Republik, im „Dritten Reich“ und im Kalten Krieg. Franz Steiner, Stuttgart 2005, ISBN 978-3-515-08614-1, S. 124 (Erschienen in der Reihe Pallas Athene. Beiträge zur Universitäts- und Wissenschaftsgeschichte, herausgegeben von Rüdiger vom Bruch und Eckart Henning, Bd. 13.).
- Ernst Ludwig Kirchner: Bohème-Identität und nationale Sendung. Peter Lang, Frankfurt 2003, ISBN 978-3-631-50128-3, S. 241.